# بخش زاغه
بخش زاغه یکی از بخش‌های شهرستان خرم‌آباد در استان لرستان ایران است. مرکز این بخش، شهر زاغه است.

## تقسیمات کشوری
این بخش دارای دهستانهای زیر است:
- - دهستان رازان
  - دهستان زاغه
  - دهستان قائد رحمت

## جغرافیا
موقعیت طبیعی آن کوهستانی و هوای قسمتی از آن گرمسیر و قسمت دیگر معتدل و قسمتی نیز سردسیر است. آب آن از سراب‌های میرک و طویله وفائی شاه و رودخانه کیان و چندین سراب دیگر تأمین می‌شود و محصول عمده‌اش غلات و لبنیات است.

## زبان
مردم بخش زاغه عمدتا از قوم لر می باشند و به لری خرم آبادی سخن می‌گویند.و از ایلات لر سکوند و باجولوند و اقلیتی بیرانوند می باشند.

## جمعیت
بنابر سرشماری مرکز آمار ایران در سال ۱۳۹۵، جمعیت بخش زاغه برابر با ۱۷٬۴۴۰ نفر (۴٬۹۰۹ خانوار) بوده‌است.

## پیشینه و موقعیت
بخش زاغه در سال ۱۳۱۷ با نام اولیه بخش سکوند ایجاد شده‌است که بعد از انقلاب به بخش زاغه تغییر نام داد. این بخش دارای ۱۲۱ روستا می‌باشد و از ۳ دهستان تشکیل شده‌است. زاغه حدوداً ۱٬۲۰۰ کیلومتر مربع وسعت دارد. تعداد ۱۷ دهیاری مصوب در آن فعالیت می‌کنند و در ۵۹ روستای آن شورای اسلامی تشکیل شده، ۱۷۳ نفر عضو شورای اسلامی روستایی می‌باشند.
جاده ترانزیت شمال و جنوب کشور از این بخش می‌گذرد و از شمال به چالانچولان و از جنوب به بخش مرکزی شهرستان خرم‌آباد و از شرق به بخش مرکزی شهرستان دورود و از غرب به بخش بیرانوند منتهی می‌شود.
این بخش دارای حدود ۴۲٬۲۲۱ هکتار زمین زراعی است که از این میزان ۳٬۴۹۸ هکتار آبی و ۴۸۵ هکتار باغ مثمر و مابقی به صورت دیم کاشته می‌شوند. یک واحد معدن خاکسیلیس در روستای مله سرخه و معادن شن و ماسه در حاشیه رودخانه هرو وجود دارد. مرکز بخش (زاغه) در سال ۱۳۷۸ به شهر تبدیل شده و دارای شورای شهر و شهردار می‌باشد.